# Selenoproteína

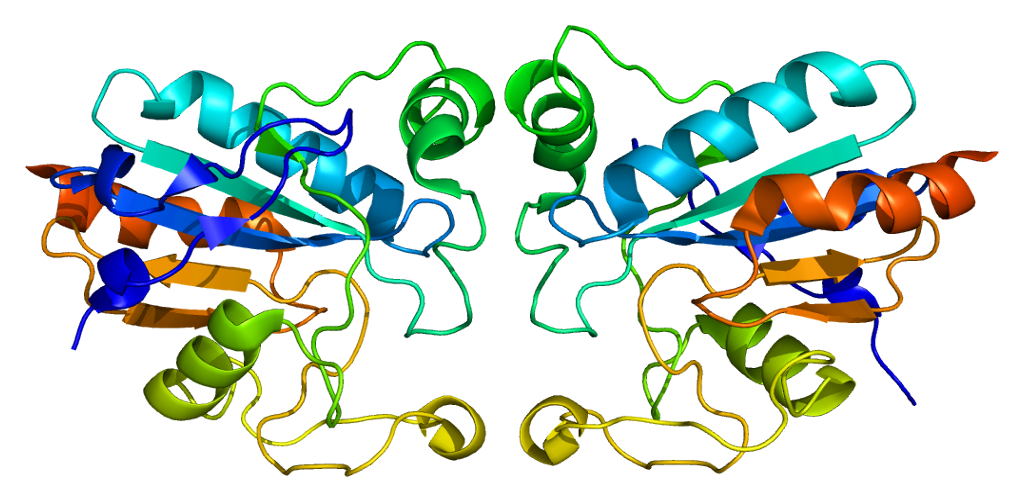
Estructura de la proteína GPX1. Basada en la representación PyMOL de PDB 2f8a.

Se designan como selenoproteínas a aquellas que contienen un residuo del aminoácido número 21, selenocisteína (Sec), en su cadena de aminoácidos; por lo que su función es principalmente catalítica, o, dicho de otra forma, su función es primordialmente la degradación de compuestos orgánicos para la obtención de energía.
Al día de hoy, se han identificado 25 genes que codifican para selenoproteínas. Es de importancia remarcar que estas proteínas son responsables de reacciones biológicas de tipo reducción-oxidación, defensa antioxidante, metabolismo de la hormona tiroidea y respuestas inmunitarias. Se incluyen en este grupo 3 tiorredoxina reductasas (TRs), 5 glutatión peroxidasas (GPx), metionina sulfóxido reductasa (MsrB1), y 3 desyodasas de hormona tiroidea (DIs).
Por lo tanto, poseen una correlación importante con afectaciones a la salud como el cáncer, enfermedad de Keshan, infecciones virales, infertilidad en hombres y anormalidades de la función tiroidea e inmune.

## Historia
El selenio fue descubierto por el químico sueco Jöns Jacob Berzelius en 1817 y, gracias a diversas investigaciones, fue reconocido como un elemento esencial para la vida a partir de 1957.
La glutatión peroxidasa 1 (GPx1) fue la primera selenoproteína que fue identificada. Esta, fue aislada de los eritrocitos humanos, mostró que podía proteger a la hemoglobina del daño oxidativo y, después, se descubrió que era dependiente de selenio.

## Biosíntesis
La incorporación de selenio como Sec en una selenoproteína requiere de un mecanismo específico para decodificar el codón de terminación (UGA) en el mRNA , que normalmente finaliza la traducción. 
El selenito y el selenato de la comida y el agua son utilizados por células animales como fuentes de selenio. Posteriormente, estos residuos son reducidos a seleniuro por los sistemas glutatión-glutarredoxina y tiorredoxina. Después, se convierte en monoselenofosfato y permite la donación del Sec a la proteína.

## Estructura y actividad de las selenoproteínas de mamíferos
Existen en archaea, bacteriae, y eukaryota con Sec como un grupo catalítico clave; sin embargo, no en todas las especies ocurre esto. Las levaduras y algunas plantas no las tienen, ni las fabrican; sin embargo, presentan homólogos de cisteína. 
Las selenoproteínas de los mamíferos pueden ser clasificados en dos grupos de acuerdo a la localización del Sec:
- El primer grupo contiene el Sec muy cercano al C terminal de la proteína. 
  - Dentro de este grupo se encuentran TrxRs y selenoproteínas S, R, O, I, y K.
- El otro grupo tiene el Sec en el N-terminal de la proteína.
  - Aquí están GPxs; DIOs; selenoproteínas H, M, N, T, V, y W; SPS2; y Sep15

Sin embargo, esta no es la única clasificación, debido a que las selenoproteínas también pueden ser agrupadas de acuerdo a su función:

### Tiorredoxina reductasas
Son miembros de la familia de piridina nucleótido-disulfuro oxidoreductasa y se han identificado 3 TrxRs en mamíferos:
- TrxR1 en el citosol y núcleo
- TrxR2 en la mitocondria
- Tiorredoxina glutatión reductasa en los testículos (también posee actividad glutatión y glutarredoxina reductasa)

El mecanismo de acción consiste en la reducción de NADPH vía FAD y, después, transferir electrones desde el tiol activo cercano al N-terminal hacia el enlace selenilsulfuro en el C-terminal y, por último, al sitio activo de los sustratos.
La accesibilidad y alta reactividad del sitio activo del C-terminal le confiere un rango amplio de sustratos para reducir.
Es la única enzima capaz de reducir el Trx oxidado, y esto es de vital importancia, porque mantiene las funciones de esta proteína en un correcto funcionamiento; las cuales son: 
- Proveer electrones a la ribonucleotido reductasa, la cual es indispensable para la síntesis de ADN, ya que convierte ribonucleótidos a deoxirribonucleótidos.
- Reducir la metionina-sulfoxido reductasa y la tiorredoxina peroxidasa (peroxirredoxina), lo cual provoca la reparación de proteínas de metionina sulfoxido oxidadas o señalización redox vía peróxido de hidrógeno.
- Controlar la actividad de factores de transcripción que contienen cisteínas críticas en sus dominios donde se une el ADN, como NF-LB, AP-1, p53, y el receptor glucocorticoide.

- Inhibir ASK1 (apoptosis signalregulating kinase 1), proteína responsable de la apoptosis.

Por lo tanto, TrxRs controlan la proliferación celular, mediante la homeostasis de su estado reducido y oxidado.

### Glutatión peroxidasas
Las GPxs son conocidas por ser un componente importante del sistema de defensa antioxidante humano. 
Al día de hoy se conocen 5 GPxs que contienen Sec:
- La ubicua y citosólica GPx (GPx1)
- La gastrointestinal GPx (GPx2)
- La plasmática GPx (GPx3)
- La ubicua fosfolípida hiperóxido GPx (GPx4)
- La específica del epitelio olfatorio y tejido embrionario específico GPx (GPx6).

Las GPx1–3 catalizan la reducción de peróxido de hidrógeno e hidroperóxidos orgánicos, mientras que GPx4 reduce los hiperóxidos generados por fosfolípidos y colesterol. La GPx4 también tiene un rol importante en la maduración de los espermatozoides, y, por ende, en la fertilidad masculina; ya que es un componente estructural importante de la mitocondria del espermatozoide.

### Yodotironina desyodasas
Actualmente se conocen 3 DIOs:
- DIO1 se encuentra principalmente en el hígado, riñón y tiroides
- DIO2 en el cerebro, hipófisis, tiroides, músculo esquelético y tejido adiposo pardo
- DIO3 se halla en la corteza cerebral, la piel, placenta y útero (durante el embarazo)

DIO1 y DIO2 catalizan la desyodación de T4, la principal hormona secretada por la glándula tiroidea, a la hormona activa T3; y T3 reveras en 3,3 L-diyodotironina. DIO3 convierte T4 en T3 reversa y también convierte T3 en 3,3 L-diyodotironina.
DIO1 y DIO3 se localizan en la membrana plasmática, mientras que DIO2 en la membrana del retículo endoplásmico. 
El mecanismo de acción consiste en la generación de un intermediario DIO-Sel que es reducido por agentes reductores que contienen tioles, liberando así yoduro.

## Importancia en el organismo
La ingesta de Selenio es de vital importancia para el organismo humano, ya que a partir de este, se crean selenoproteínas antioxidantes de gran importancia; tales como la glutatión peroxidasa (GPX) y la selenoproteína P (SePP). Cabe destacar que, en total se han descubierto 35 de estas selenoproteínas, sin embargo, se desconoce el funcionamiento de algunas de ellas.
La importancia de estas proteínas radica en evitar las reacciones de tipo oxidación-reducción (REDOX), debido a que existe una relación directa entre el estrés oxidativo y la expresión de genes responsables de la respuesta inflamatoria; tales como los que son activados por la expresión del factor de transcripción nuclear kappa β (NF-kβ). Entre ellos se hallan el factor de necrosis tumoral alfa (TNFα), interleucina 1 (IL-1), interleucina 6 (IL-6) e interleucina 8 (IL-8) entre otros.
NF-kβ es un gen que se expresa en el desarrollo de la respuesta inflamatoria sistémica (estado caracterizado por el aumento del estrés oxidativo y radicales libres) y cuyo efecto modulador de la respuesta inflamatoria, a su vez, es inhibido por las selenoproteínas debido a la reducción en el número de radicales libres, y por ende, del estrés oxidativo. 
Por lo tanto, se podría decir que las funciones principales de las selenoproteínas dentro del organismo son: actuar como antioxidante a nivel intra y extracelular mediante las diferentes isoformas de la glutatión peroxidasa (GPX); y la inmunomodulación a través de la inhibición de NF-kβ.

### Deficiencias de Selenio
La ingesta diaria recomendada de Selenio en un adulto debe de ser de 55mcg, y esta se puede obtener de diversas fuentes dietéticas.
Se ha documentado que el no cumplir con estos requerimentos está asociado a diversas patologías, tales como la enfermedad de Keshan (cardiomiopatía que afecta a personas de algunas regiones, en especial en China, donde se consume menos de 11mcg por día); la enfermedad de Kashin-Beck (un tipo de osteoartritis deformante presente en China, Tíbet y Siberia); e infertilidad en hombres.
También se ha descrito una reducción de inmunoglobulinas G y M en pacientes con niveles séricos bajos de Selenio, por lo que el sistema inmunológico del organismo se vuelve deficiente.

### Selenoproteínas en los pacientes con VIH
Se considera a los pacientes con VIH como una población susceptible a la deficiencia de Selenio, y por ende, de selenoproteínas. Esto puede ser debido a que estos pacientes por lo general padecen de diarrea, malabsorción, o bien, no tienen una ingesta adecuada de este. Además de esto, el virus de la inmunodeficiencia humana inserta, a través de su enzima integrasa, una secuencia de terminación en sentido contrario ("antisense"), de manera que la información genética que codifica para crear selenoproteínas antioxidantes se interrumpe y, debido a esto, la cantidad de selenoproteínas en estos pacientes es particularmente baja. Sin embargo, los pacientes con VIH que se encuentran bajo un régimen de tratamiento antirretroviral se beneficiarían de la suplementación con Selenio; debido a que se ha visto que los pacientes suplementados con Selenio pueden reducir su riesgo de hospitalización y prevenir incrementos en la carga viral de estos. Si se previene el incremento de la carga viral, esto llevará a un aumento significativo en la cuenta de linfocitos T CD4.